# Gießener Konferenz
Die Gießener Konferenz war der Versuch in einigen Mittel- und Kleinstaaten des Rheinbunds, mit Hilfe des Code Civil zu einer Rechtsvereinheitlichung zu kommen.

## Ausgangslage
Nachdem Napoleon Bonaparte mit einer Reihe süd- und westdeutscher Staaten 1806 den Rheinbund gegründet hatte, bestand in diesen Staaten, die in ihrem Bestand völlig von Napoléon abhingen, der politische Druck, sich an Frankreich auszurichten. Zum anderen bestand in diesen Staaten ein erheblicher Reformstau, da dort Justiz und Verwaltung mit Strukturen arbeiteten, die mehrere hundert Jahre alt und vergleichsweise ineffizient waren. Der (spätere) hessische Großherzog Ludewig I. sprach in diesem Zusammenhang von einer langschleichenden und lotteriemäßigen Justizverfassung seines Landes.
So beschloss eine Reihe von Staaten ihr Zivilrecht auf das neue französische Zivilrecht, den Code Civil umzustellen. Dazu gehörten:
| Staat                                  | Einführung                                       | Abschaffung | Anmerkung                                                                                                |
| -------------------------------------- | ------------------------------------------------ | --- | --- |
| Großherzogtum Baden                    | 1. Juli 1809 (Teile), 1. Januar 1810 (insgesamt) | 1. Januar 1900 | siehe: Badisches Landrecht                                                                               |
| Großherzogtum Berg                     | 1810                                             | 1. Januar 1900 | „Rheinisches Recht“                                                                                      |
| Großherzogtum Frankfurt                | 1. Januar 1811                                   | Nach der Völkerschlacht bei Leipzig zerfiel das Großherzogtum und wurde an das Kurfürstentum Hessen, Bayern und Preußen verteilt. Diese Nachfolgestaaten kehrten zum alten Recht zurück. | |
| Großherzogtum Hessen (rechtsrheinisch) | 1. August 1808                                   | Faktisch nie umgesetzt. | Die Einführung stand unter dem Vorbehalt, den Code Civil den örtlichen Verhältnissen anpassen zu wollen. |
| Herzogtum Nassau                       | 1812                                             | Wurde vor dem Untergang des napoleonischen Systems nicht mehr umgesetzt und dann aufgegeben.                                                                                             | |
| Königreich Westphalen                  |                                                  | Nach der Völkerschlacht bei Leipzig zerfiel das Königreich. Die Nachfolgestaaten kehrten zum alten Recht zurück.                                                                         | |

## Die Konferenz

### Zustandekommen
Der Vorschlag, die anstehenden Probleme beim Umsetzen des Code Civil staatenübergreifend gemeinsam anzugehen, machte Franz von Lassaulx, damals Professor für Zivilrecht an der (französischen) Schule für Rechtswissenschaften in Koblenz, gegenüber dem nassauischen Juristen Ludwig Harscher von Almendingen. Der Vorschlag einer solchen Rechtsvereinheitlichung hatte auch ein erhebliches Einsparpotential, da so von den kleineren Staaten die Obergerichte und ein Kassationsgerichtshof hätten gemeinsam betrieben werden können.
Aber schon im eigenen Land stieß von Almendingen auf erheblichen Widerstand, da der Herzog und sein Staatsminister, Hans Christoph Ernst von Gagern, die Vorrechte des Adels gewahrt sehen wollten und zudem einen Souveränitätsverlust des Herzogtums fürchteten. Gleiches galt für das Großherzogtum Hessen. Großherzog Ludewig I. hatte den Code Civil zwar übernommen, aber ausschließlich um eine politisch freundliche Geste gegenüber Napoleon Bonaparte zu inszenieren. Die sich daraus ergebenden innenpolitischen Konsequenzen gingen ihm viel zu weit. Das Reformbeamtentum im Großherzogtum sah darin aber eine Chance, den Reformstau zu beseitigen. Die Regierung bildete, um den Code Civil den örtlichen Gegebenheiten anzupassen, eine eigene Kommission. In ihr vertreten waren auch zwei Professoren der Rechtswissenschaft der Landesuniversität Gießen, Karl Ludwig Wilhelm von Grolman und Heinrich Karl Jaup. Sie vertraten die Auffassung, den Code Civil komplett zu übernehmen, zuvor aber die Rechtsverhältnisse anzupassen, damit das funktioniere.

### Inhaltliche Probleme
Der Code Civil war für eine Gesellschaft konzipiert, die auf der (rechtlichen) Gleichheit aller basierte. In den deutschen Staaten standen dem zahlreiche Privilegien des Adels und Vermögensmassen entgegen, die vom „normalen“ zivilrechtlichen Verkehr ausgeschlossen waren (z. B. Fideikommisse). Die Abschaffung dieser Einrichtungen bedeutete, die Konsequenzen der Französischen Revolution einzuführen. Das war von den Konservativen nicht gewünscht. Fortschrittlich Denkende – auch das Reformbeamtentum – fanden aber gerade das erstrebenswert.
Zudem befürchteten die Regenten, dass ein „international“ geltendes Gesetz ihre gerade gewonnene Souveränität einschränken könne und dass das nur ein erster Schritt zu einem als Bundesstaat organisierten Rheinbund sein könnte. Ein großräumig geltendes und inhaltlich gleichartiges Recht war aber gerade im Handel treibenden Bürgertum sehr gewünscht.

### Durchführung
Aufgrund der Bedenken von Regierungsseite konnte von Almendingen den Konferenzplan nur durchsetzen, weil er gegenüber der eigenen Regierung vorgab, dass das eine Möglichkeit sei, um eine Koalition der deutschen Klein- und Mittelstaaten gegenüber den französischen Ansprüchen auf Rechtsgleichheit zu bilden, zugunsten des Erhalts möglichst vieler Sonderregelungen aus dem überkommenen Recht. Aufgrund der Bedenken von Regierungsseite waren auch nur wenige der betroffenen Staaten vertreten, als die Gießener Konferenz am 4. September 1809 zusammentrat:
- das Großherzogtum Hessen mit von Grolman und Jaup,
- der Staat des Fürstprimas (das spätere Großherzogtum Frankfurt) und
- das Herzogtum Nassau.

Das Großherzogtum Baden lehnte eine Teilnahme ab. Bayern und Württemberg waren in Erwartung einer Ablehnung erst gar nicht gefragt worden.
Die Vollmachten der Konferenzteilnehmer waren unzureichend für ein auch nur einigermaßen verbindliches Ergebnis: Die Instruktion der fürstprimatischen Vertreter war ein Widerspruch in sich und lautete, dass der Code Napoléon „ohne Modifikationen angenommen werden [müsse], jedoch möglichst unter Beibehaltung der bestehenden Einrichtungen“. Außerdem war den fürstprimatischen Vertretern verboten, die Sitzungsergebnisse mitzuschreiben. Dafür versuchten die fürstprimatischen Vertreter eine Diskussion zur Gerichtsverfassung zu führen, während von Almendingen sich auf die artikelweise Besprechung des Code civil konzentrieren wollte. Die hessischen Vertreter traten sogar ohne jede Verhandlungsvollmacht auf. So dauerte es bis zum 18. September, bevor überhaupt damit begonnen werden konnte, den Code civil zu besprechen. Bis zum Ende des Jahres war die Durchsicht des ersten Buches abgeschlossen. Die Mehrzahl der Beiträge leistete von Almendingen. Höhepunkt war sein Vortrag Über den organisatorischen Charakter des Kodex Napoleon oder über das Eingreifendesselben in die Staatsgrundverfassung, Finanzsystem, Administration, Staatswirtschaft, Volkssitten und Kultur der Wissenschaft. Aufgrund der ungenügenden Handlungsvollmachten beteiligten sich die Vertreter der anderen Staaten nur sehr vorsichtig. Da über die Sonderrechte des Adels keine Einigung erzielt werden konnte, wurden die Beratungen im Frühjahr 1810 auf unbestimmte Zeit vertagt. Inzwischen bestand Napoléon nicht mehr auf der Einführung seines Codex in Deutschland. Damit war das Interesse der Politik an der Angelegenheit erloschen. Die Konferenz trat nie wieder zusammen.
Sie blieb eine Veranstaltung von Fachleuten ohne politische Rückendeckung, die keine direkten Konsequenzen zeitigte. Die Inhalte der Konferenz wurden aber ausführlich publiziert, vor allem in der von Peter Adolph Winkopp herausgegebenen Zeitschrift Der Rheinische Bund. Eine Zeitschrift historisch-politisch-statistisch-geographischen Inhalts. So ist es möglich, dass die Inhalte der Konferenz auf die Umsetzung des Code Civil im Großherzogtum Frankfurt und im Herzogtum Nassau Einfluss nahmen.